# Khanagaon, Gokak
Khanagaon là một làng thuộc tehsil Gokak, huyện Belgaum, bang Karnataka, Ấn Độ.